# 加尔达湖
加尔达湖是意大利面积最大的湖泊，位于该国北部，约在威尼斯和米兰的半途之间，座落于阿尔卑斯山南麓，在上一次冰河时期结束时因为冰川融化而形成。现在的加尔达湖分别划归维罗纳（位于湖泊之东南方）、布雷西亚（西南）和特伦托（北）三省管辖。
通过布伦纳山口可以从北面轻易到达加尔达湖，因此该湖泊是一个热门的旅游景点，其岸边有不少高档酒店和旅馆。
公元268年-269年初羅馬皇帝克勞狄二世在加尔达湖沿岸擊潰了蠻族阿勒曼尼人。

## 生態
鯉形鱒（Salmo carpio）生活在該湖中，是當地的本土物種，已經瀕臨滅絕，雖然曾試圖將其引入意大利其他湖泊，但都未能成功。其主要威脅是過度捕魚，以及鮭科魚類的引入。

## 外部連結
- VisitGarda is the official website for the promotion of tourism of Lake Garda.
- Brescia Tourism is the official tourism board website of Brescia and Garda Lake.（页面存档备份，存于）
- Lake Garda: your best italian holidays（页面存档备份，存于）
- Comunità del Garda - Touristic guide of Lake Garda（页面存档备份，存于）

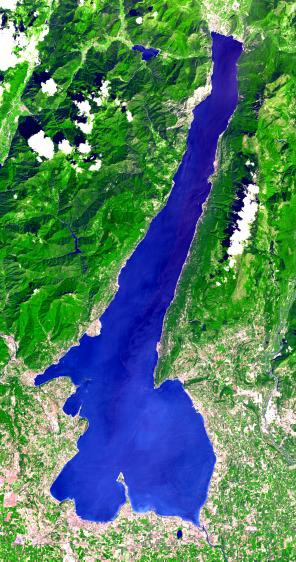
加爾達湖的形狀

- Consorzio Lago di Garda è...（页面存档备份，存于）
- Consorzio Riviera del Garda e Colline Moreniche（页面存档备份，存于）
- Consorzio Lago di Garda - Riviera dei Limoni e dei Castelli（页面存档备份，存于）
- Lake Garda on Facebook（页面存档备份，存于）
- Lake Garda on Google+（页面存档备份，存于）
- Lake Garda on Instagram
- Lake Garda on YouTube（页面存档备份，存于）
- Teambuilding Lake Garda（页面存档备份，存于）
- 中的“Lake Garda”

Template:Landmarks of Lombardy